# Thomas FitzMaurice (5e comte d'Orkney)
Pour les articles homonymes, voir FitzMaurice.
Thomas John Hamilton FitzMaurice, 5e comte d'Orkney (8 août 1803- 16 mai 1877) est un noble écossais.

## Biographie
Il est le fils de John FitzMaurice (vicomte Kirkwall) et petit-fils de Mary O'Brien (4e comtesse d'Orkney). Le premier ministre britannique, 1er marquis de Lansdowne, William Petty FitzMaurice (mort en 1805) est son grand-oncle.
Thomas épouse Charlotte Irby le 14 mars 1826 et ont George William Hamilton FitzMaurice,devenu le 6e comte des Orcades. Leur quatrième fils, Alexander Temple FitzMaurice, devient valet de la chambre à coucher en 1867 et sert plus tard dans la cavalerie Yeomanry. Leur cinquième fils, James Terence FitzMaurice (1835-1917) sert dans la Royal Navy et est promu capitaine en 1867. Leur fille, Maria Louisa FitzMaurice (1837-1917) est la grand-mère de Christopher Bullock qui est sous-secrétaire permanent du ministère britannique de l'Air,.